# هوبيرت فورنير
هوبيرت فورنير (بالفرنسية: Hubert Fournier) (3 سبتمبر 1967 في ريوم) لاعب كرة قدم فرنسي معتزل كان يجيد اللعب في خط الدفاع .

## روابط خارجية
- هوبيرت فورنير على موقع قاعدة بيانات كرة القدم.إي يو (الإنجليزية)
- هوبيرت فورنير على موقع ليكيب (الفرنسية)
- هوبيرت فورنير على موقع Soccerbase.com (مدرب) (الإنجليزية)
- هوبيرت فورنير على موقع عالم كرة القدم.نت (الإنجليزية)